# Heraldo Pereira
Heraldo Pereira de Carvalho (Ribeirão Preto, 1 de setembro de 1961) é um advogado e jornalista brasileiro, desde julho de 2021 apresenta o Bom Dia Brasil em Brasília.

## Biografia
Ainda adolescente trabalhou no jornal interno de uma companhia telefônica da prefeitura e na Rádio Clube de Ribeirão Preto. Aos dezoito anos, conseguiu um estágio como repórter na recém-inaugurada TV Ribeirão (atual EPTV Ribeirão), afiliada da TV Globo.
Em 1981, Heraldo Pereira foi transferido para a TV Campinas e começou a estudar jornalismo na Pontifícia Universidade Católica de Campinas, onde se formou. Em 1985, foi para a redação da filial da TV Globo em São Paulo. Depois de um período como repórter dos telejornais locais, passou a fazer matérias para o Jornal Nacional. Em 1987, transferiu-se para a sucursal da emissora em Brasília. Desde então, acompanha o dia a dia da política nacional.

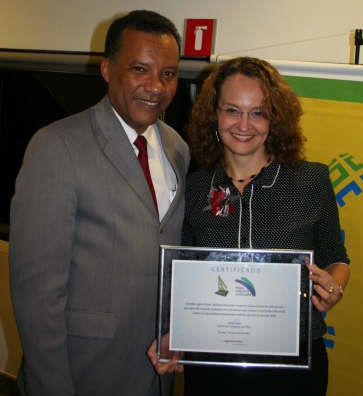
Heraldo Pereira entregando o Prêmio Congresso em Foco de Melhor deputada federal para Luciana Genro.

O jornalista participou de coberturas importantes como a promulgação da Constituinte de 1988, as eleições presidenciais de 1989 e a decretação do Plano Collor. Em setembro de 1991, fez uma reportagem na África do Sul sobre os acordos entre o governo local e os grupos negros para acabar com o apartheid no país. A matéria foi exibida no programa Fantástico. Nesse período, o repórter também acompanhou uma visita do presidente Fernando Collor de Mello a países como Namíbia e Angola. Logo depois, cobriu o processo de impeachment de Collor e acompanhou diversas eleições, como as de 1994, 1998, 2002 e 2006. Foi o mediador de alguns debates entre os candidatos a governador de estados como o Acre e a Paraíba.
Em meados dos anos 90, foi para o SBT, onde foi repórter em Brasília.
Em 2001, de volta à Globo, Heraldo Pereira estreou como apresentador na bancada do DFTV e do Bom dia DF. No ano seguinte, tornou-se o primeiro jornalista negro a apresentar permanentemente o Jornal Nacional. Desde então, apresenta o telejornal eventualmente. Nessa época, também apresentava um bloco com o noticiário político no Bom dia Brasil e no Jornal das Dez da GloboNews. Em 2007, passou a ser comentarista político do Jornal da Globo.
Desde 1988, Heraldo Pereira é casado com a também jornalista Cecília Maia.
Em 22 de dezembro de 2017 foi oficializado como apresentador titular do Jornal das Dez, na GloboNews.
Em 2 de julho de 2021, Heraldo Pereira deixou a bancada do Jornal das Dez da GloboNews e foi substítuido por Aline Midlej. Três dias depois, Pereira retornou ao Bom Dia Brasil, e desde então, comanda o telejornal nos estúdios de Brasília substituindo Giuliana Morrone.

## Prêmios
- Prêmio Camélia da Liberdade (2008)[5]
- Troféu Raça Negra (2011)[6]